# 10,3 × 68 Magnum

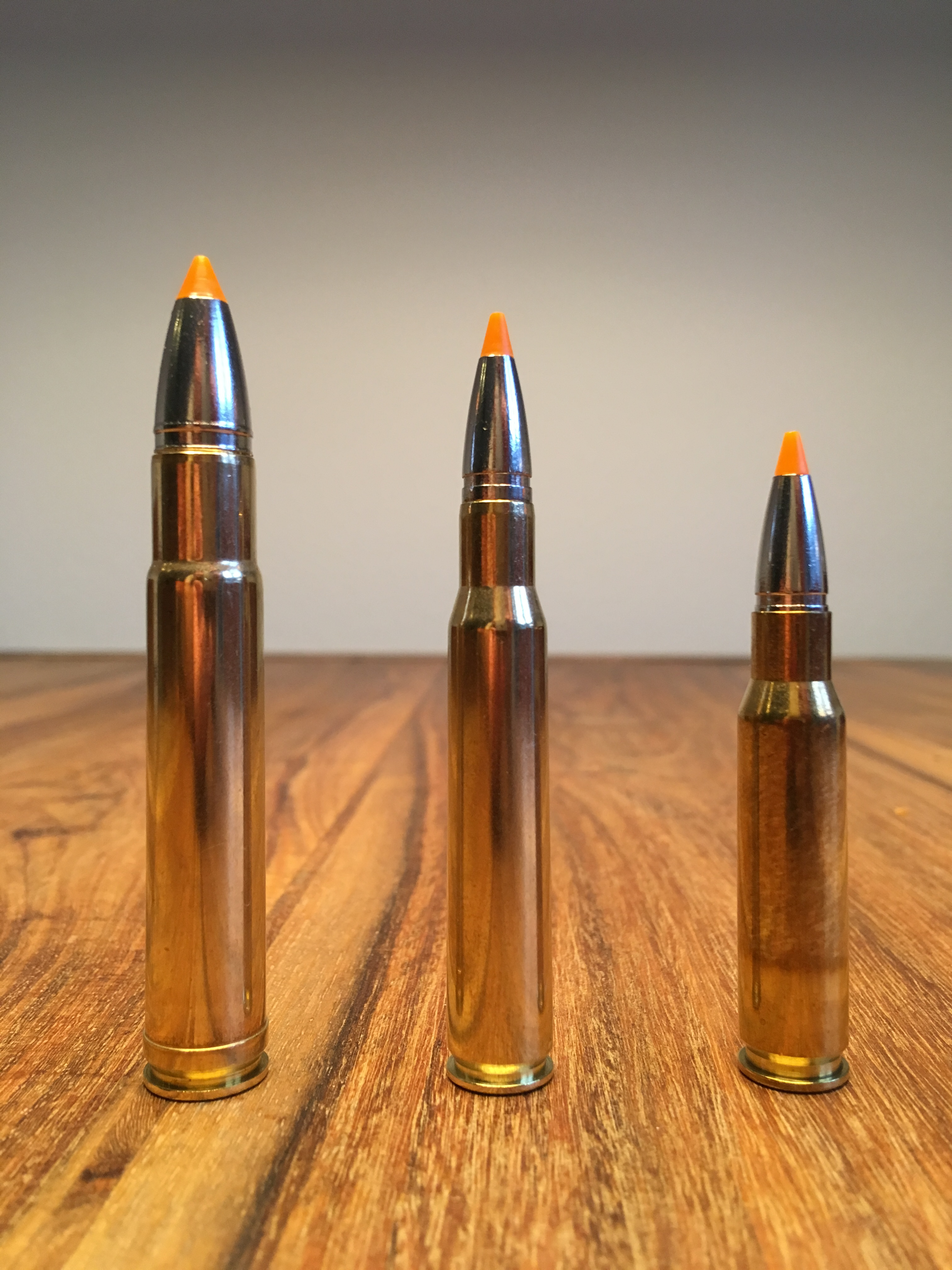
10,3x68 Magnum, 30-06 Springfield, .308 win. (v. l. n. r.)

Die Patrone 10,3 × 68 Mag ist eine Magnumpatrone, die im Jahr 2017 von  RWS / RUAG  eingeführt wurde.

## Bezeichnung
Im deutschen Nationalen Waffenregister (NWR) wird die Patrone unter Katalognummer 2481 ohne weitere Synonyme geführt.

## Entwicklung
Das Kaliber 10,3 × 68 Magnum gilt als Weiterentwicklung der (bislang vor allem im schweizerischen Graubünden verwendeten) 10,3 × 60 mm R. Die Patrone wurde von Peter Vonow entwickelt und von ihm als .413 Vonow im Jahr 2015 erstmals auf der Fachmesse IWA OutdoorClassics vorgestellt. Seit 2017 ist die Patrone von RWS erhältlich.
Ziel war die Entwicklung einer Patrone, die sowohl zur Bejagung von allem europäischem Schalenwild als auch zur Bejagung von afrikanischem Großwild geeignet ist. Durch die Festlegung auf das Kaliber 10,3 mm ist sie im schweizerischen Kanton Graubünden zugelassen, wo zur Jagd mit Kugelwaffen ein Mindestkaliber von 10,2 mm vorgeschrieben ist.
Um die Eignung auf verschiedene Wildarten zu ermöglichen, ist die Patrone mit Geschossgewichten zwischen 13 g und 26 g erhältlich. Durch den großen Geschossquerschnitt soll bei der Bejagung auch von schwächerem Wild – wie beispielsweise Rehwild – die erhöhte Stoppwirkung Vorteile entfalten.
Die Klassifizierung der Patrone durch die European Cartridge Research Association (E.C.R.A.) erfolgte unter der Bezeichnung: ECRA-ECDV 10 068 BFC 020.

## Waffen zum Kaliber
bekannte Büchsen, die (auch) im Kaliber 10,3 × 68 Magnum erhältlich sind:
- Blaser R8[10]
- Sauer 404[11]
- Strasser RS14 Evolution[12]

## Sonstiges
Die Patrone 10,3 × 68 Magnum und ihr begründeter grundsätzlicher Bedarf wurde in einschlägigen Internetforen kontrovers besprochen. Soweit es sich um fachlich begründete Kritik handelt, so bezieht sich diese meist auf die Konstruktion mit Gürtelhülse. Bei der Hülse handelt es sich um eine Neukonstruktion, welche derzeit nur von RWS produziert wird. Weiterer Hintergrund von Kritik können auch Wirtschaftlichkeitsgesichtspunkte sein, da die Laborierungen der Patrone eher hochpreisig sind und auch das kostengünstigere Wiederladen der Patrone Schwierigkeiten bereitet. Weil andere Patronen im Kaliber .413/10,3 mm verbreitet sind, können Wiederlader auf verschiedene Geschosstypen zurückgreifen.  Wiederlader sind auf gebrauchte Hülsen von RWS angewiesen. Kostengünstigere Hülsen von Drittherstellern waren in den 2010er Jahren nicht verfügbar. Weil gebrauchte Hülsen nur begrenzt wiederverwendbar sind, ist das Einsparpotential durch Wiederladen bei dieser Patrone begrenzt.